# Joo-hyun
Joo-hyun (hangul: 주현), também escrito Joo-hyeon ou Ju-hyun, é um prenome coreano, que é um nome unissex. Seu significado difere baseado no hanja usado para escrever cada sílaba do nome. Há 56 hanja com a leitura "joo" e 35 hanja com a leitura "hyun" na lista oficial de hanja do governo sul-coreano, que pode ser registrado para uso em nomes.

## Pessoas
Pessoas com este nome incluem:

### Artistas
- Ock Joo-hyun (1980), Atriz de teatro musical e cantora sul-coreana, integrante do grupo feminino Fin.K.L
- Park Si-hyun (nascida Park Joo-hyun, 1986), cantora sul-coreana, integrante do grupo feminino Spica[2]
- Kim Ju-hyeon (1987), atriz sul-coreana
- Seohyun (nascida Seo Ju-hyun, 1991), cantora e atriz sul-coreana, integrante do grupo feminino Girls 'Generation
- Irene (nascida Bae Joo-hyun, 1991), cantora, atriz e apresentadora de televisão sul-coreana, integrante do grupo feminino Red Velvet
- Buffy (nascido Kim Ju-hyeon, 1995), rapper sul-coreano, ex-integrante do grupo masculino Madtown[3]
- Yun Ju-hyeon, baterista sul-coreano, ex-integrante da banda Oh! Brothers
- McKay Kim (nome coreano Kim Joo-hyun), ex-participante do K-pop Star

### Esportistas
- Baek Joo-hyun (1984), meio-campista de futebol da associação sul-coreana masculina
- Park Joo-hyun (nascido em 1984), centro-avante de futebol da associação sul-coreana masculina
- Oh Ju-hyun (1987), meio-campista de futebol da associação sul-coreana masculina
- Jung Joo-hyun (1990), jogador sul-coreano de beisebol